# 음성 인터넷 프로토콜

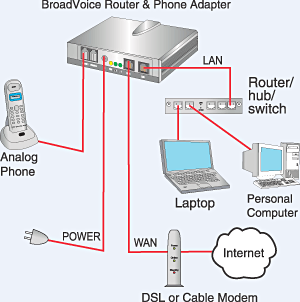
VoIP를 포함한 가정 내 네트워크의 예.

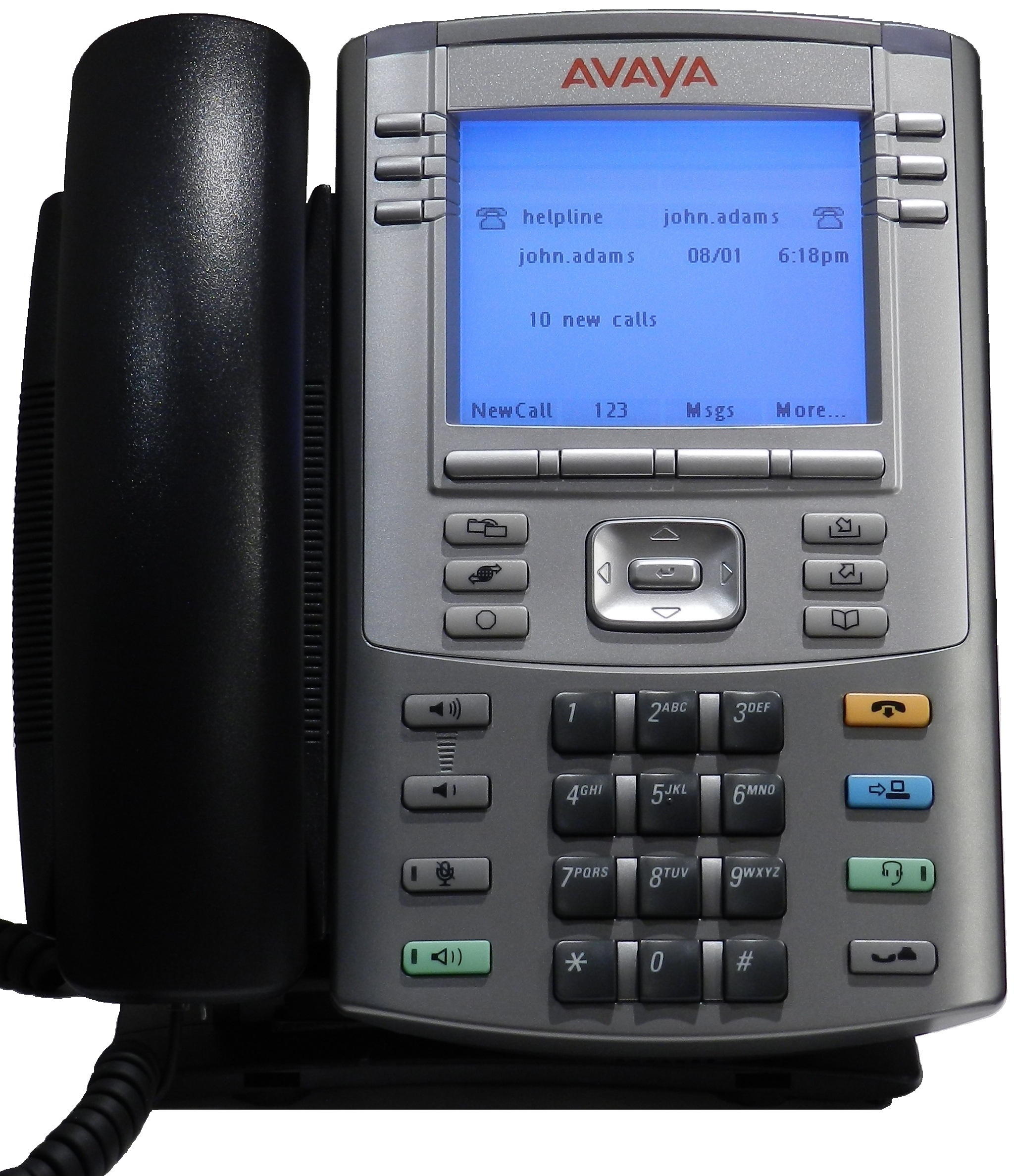
1140E VoIP 전화

음성 인터넷 프로토콜(VoIP, Voice over Internet Protocol, voice over IP, IP telephony)은 인터넷과 같은 인터넷 프로토콜(IP) 네트워크를 통해 음성 통신과 멀티미디어 세션의 전달을 위한 기술들의 모임을 가리키는 용어이다.
VoIP는 VoIP 전화뿐 아니라 수많은 개인 컴퓨터와 기타 인터넷 접속 장치에서 사용할 수 있다. 전화 및 SMS 문자 메시지는 모바일 데이터나 와이파이를 통해 보낼 수 있다.

## 발음
VoIP는 다양하게 발음되는데, V-O-I-P(브이-오-아이-피)로 하나씩 끊어서 읽거나, "보이스"(voice)에서와 같이 "보이프"(/ˈvɔɪp/)로 읽을 수 있다.

## 발신자 ID
VoIP 프로토콜과 장비들은 공중 교환 전화망(PSTN)에서 제공되는 기능과 호환되는 발신자 ID 지원을 제공한다. 또, 수많은 VoIP 서비스 제공자들은 발신자가 임의의 발신자 ID 정보를 구성할 수 있게 허용한다.

## 역사
1973년, 대니 코헨은 초기 ARPANET을 통해 운영되었던 비행 시뮬레이터 애플리케이션의 일부로서 최초로 특정한 형태의 패킷 음성을 시연하였다.

## 같이 보기
- 모바일 음성 인터넷 프로토콜